# Sankt Serafim av Sarovs katedral, Kirov
Sankt Serafim av Sarovs katedral (ryska: Собор Серафима Саровского; translitteration: Sobor Serafima Sarovskogo) är en rysk-ortodox katedral belägen i staden Kirov, i Kirov oblast, i den östra delen av europeiska Ryssland.
Katedralen är helgad åt den helgonförklarade ryska munken Sankt Serafim av Sarov och tillhör det rysk-ortodoxa stiftet Vjatkas stift.

## Historik
Marken där Sankt Serafim av Sarovs katedral står donerades av köpmännen A. Y. Tyrysjkin och K. K. Jarunin.
Katedralen började byggas år 1904 och stod färdig 1906. Den invigdes den 5 november 1907. Den byggdes enligt ritningar av arkitekt I. A. Charushin.
Under 1930-talet var katedralen den enda kyrkan som var i bruk då. Under 1940-talet togs dock den ur bruk och användes då som ett museum.

## Katedralen
Katedralen är byggd i nyrysk stil.

## Bilder

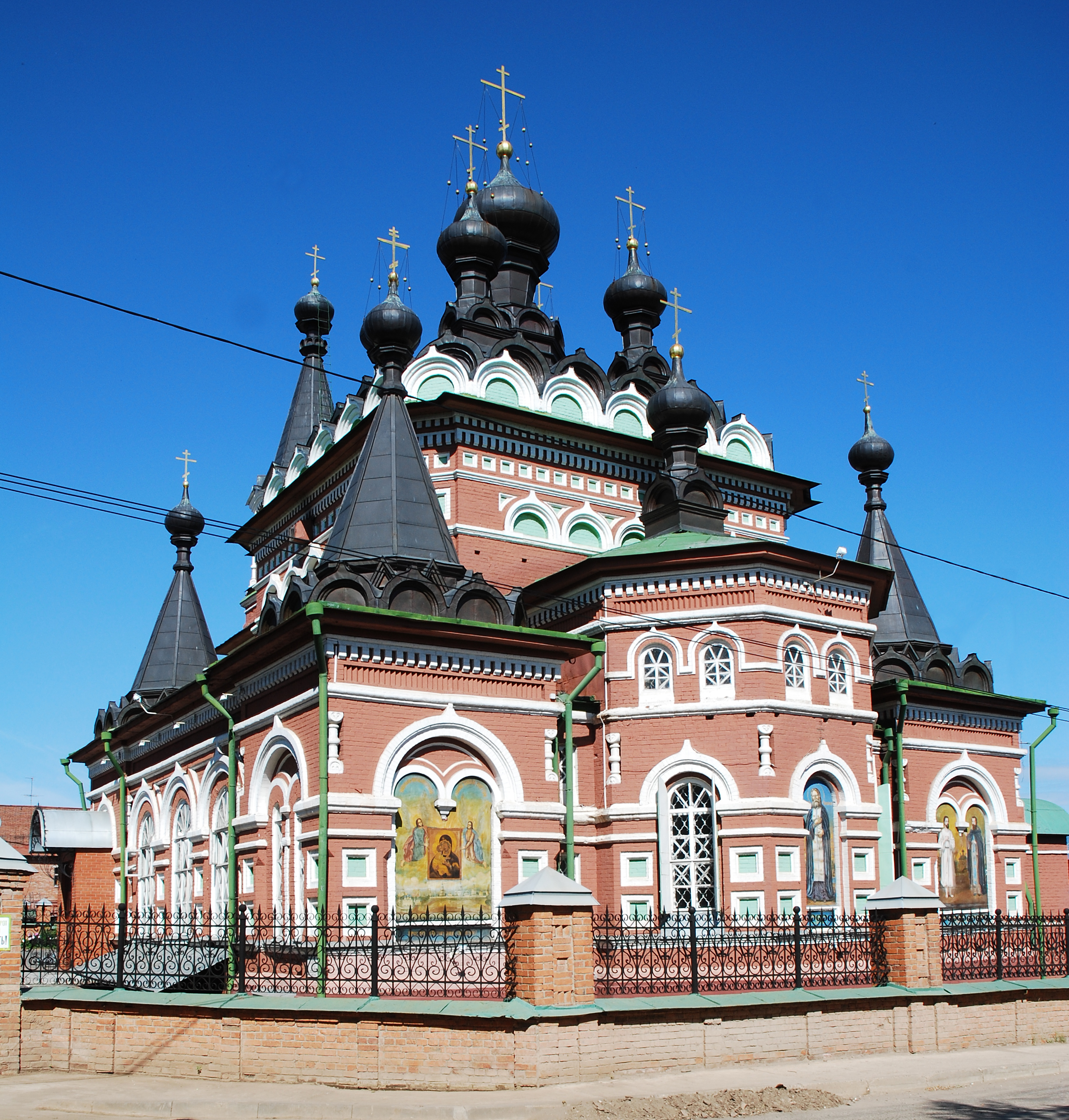
Baksidan.
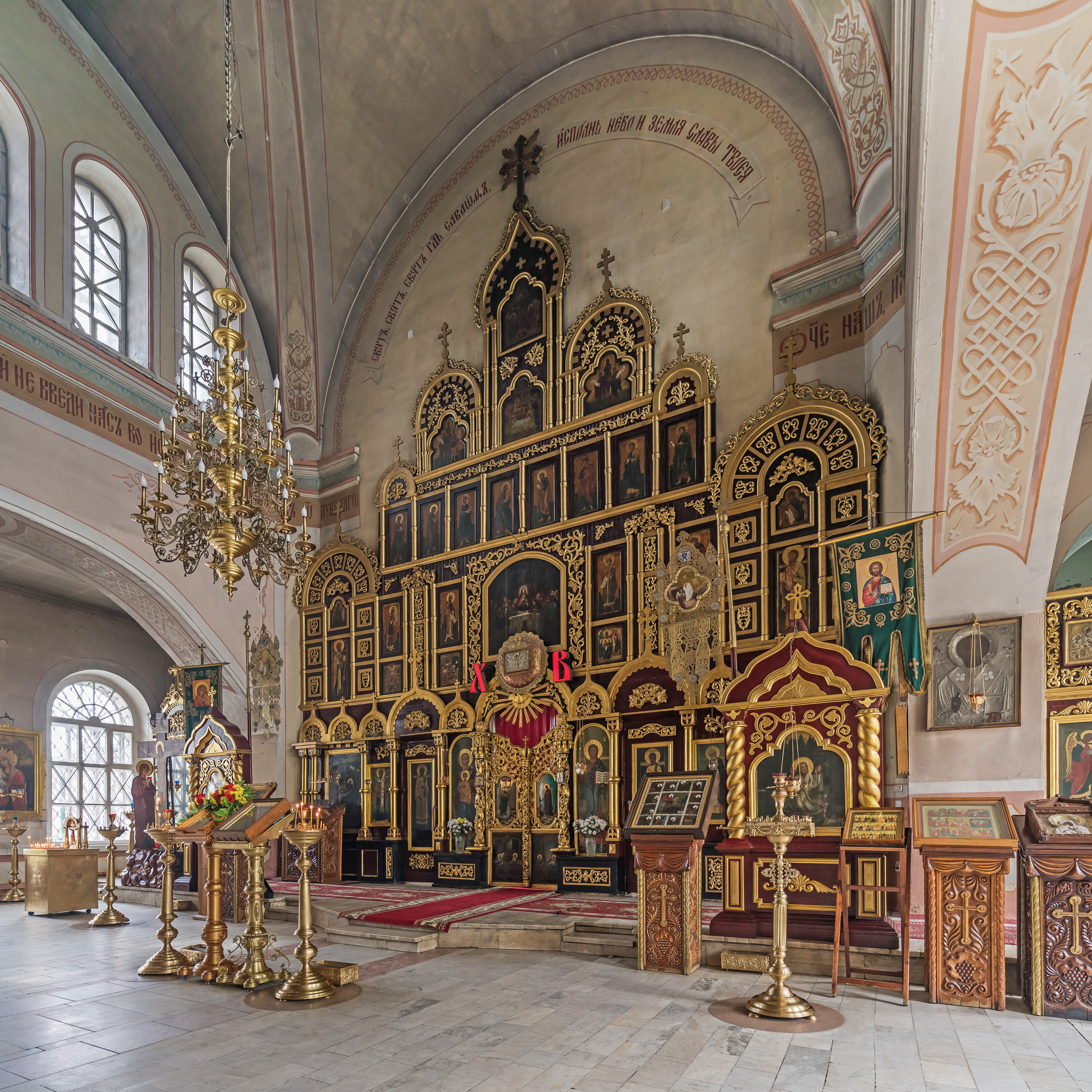
Katedralens interör mot ikonostasen.